# Avro 504
Avro 504 var ett tvåsitsigt brittiskt skol-, jakt- och bombflygplan under första världskriget.
Avro 504 konstruerades under april 1913 som en förbättrad variant av skolflygplanet Avro 500. Första prototypflygplanet flög ovanför Brooklands 18 september 1913 med en Gnome Monosoupape stjärnmotor.
Avro 504 tillverkades av trä, fanér och duk, flygplanskroppen var en fackverkskonstruktion som var klädd med spänd duk. Flygplanet var dubbeldäckat där den undre vingen var placerad i nedre kanten av flygkroppens undersida, medan den övre vingen bars upp av fyra framåtlutade stöttor på vardera vinghalvan och fyra raka stöttor från flygplanskroppen. Den övre vingen var placerad närmare flygplanets nos än den undre (stafflat). Under flygplanet var ett fast hjullandställ monterat på flygplanskroppen vid undervingens framkant. Mellan de båda hjulen fanns en skida som förhindrade att propellern nådde marken. För att avlasta flygplanets aktre del fanns en sporrfjäder monterad strax framför fenan. Piloten och spanaren satt i två öppna sittbrunnar placerade under och bakom övre vingen. Motorn som drev en tvåbladig dragande propeller var placerad i flygplanets nos. På vingarna under de yttre stöttorna monterades en båge som hindrade vingspetsen att nudda marken vid landning och start. 
Flygplanen var inledningsvis inte beväpnade, men när man märkte att flygplanet kunde användas i flera olika roller blev några varianter försedda med en kulspruta, medan andra fick utanpåliggande bombställ.
Avro 504 tillverkades i över 8 300 exemplar bara i Storbritannien. Dessutom licenstillverkades flygplanstypen i Danmark, Belgien, Kanada, Australien, Japan och Kina samt kopierades i Ryssland. Troligen är det totala antalet tillverkade flygplan över 11 000 exemplar. 
Efter första världskrigets slut fortsatte tillverkningen och man utvecklade nya varianter de sista modellerna lämnade fabriken 1932 och levererades RAF:s fem flygskolor. De tidigare modellerna som blivit över efter kriget såldes i ett stort antal på den civila marknaden. Över 300 stycken 504K fördes in i det civila luftfartsregistret i England, flygplanen användes som civila skolflygplan, privat nöjesflygning samt bogsering av reklamsläp. Flera exemplar inköpta som överskottsmateriel letade sig vidare till Sverige. 

## Militär användning
Före första världskriget köpte både Royal Flying Corps (RFC) och Royal Naval Air Service (RNAS) ett mindre antal Avro 504. När sedan kriget bröt ut sattes de in i som spaningsflygplan i Frankrike. RNAS bildade med sina Avro 504 en specialgrupp som skulle bomba Zeppelinfabriken i Friedrichshafen. Tre flygplan startade 21 november 1914 från Belfort. Under flygningen blev ett av flygplanen nedskjutet men de två övriga lyckades bomba anläggningen som framställde vätgasen. RFC monterade under vintern 1917–1918 en Lewiskulspruta ovanför den övre vingen och använde flygplanet som jaktflygplan. Det var kvar i den rollen fram till krigsslutet.
Men det stora användningsområdet under och efter kriget var som skolflygplan. RAF utmönstrade sina sista Avro 504 1933.
I Sverige köpte Marinens flygväsende 1924 fem flygplan av typen 504K som användes som landbaserat övningsflygplan. Under vinterhalvåret ersatte man hjulstället med ett skidställ: Flygplanen var baserade på flygskolan vid Hägernäs. När Marinens flygväsende upphörde 1 juli 1926 överfördes flygplanen till Flygvapnet och flygskolan på Ljunbyhed. 
Arméns flygväsende (Flygkompaniet) beställde i december 1925 en Avro 504N som levererades från England 28 april 1926. När Flygkompaniet upphörde 1 juli 1926 överfördes flygplanet till Svenska flygvapnet. Flygplanet som var placerat vid F 3 Malmslätt överfördes aldrig till F 5 Ljungbyhed utan det blev kvar som skolflygplan vid F 3. Vid en start den 4 april 1927 skadades flygplanet så svårt vid ett haveri att det måste kasseras. 
Flygplanens tid vid Ljungbyhed blev inte lång. Efter att flygplanen fått typbeteckningen ”Avro”, sattes de in i skolverksamheten. Den 17 november 1927 havererade den första Avron i Rönne å varvid flygeleven, fänrik Bengt Richert, omkom genom drunkning. 5 mars 1928 kolliderade löjtnanten Hägglöf under landning med sin Avro med en Dront varvid flygplanet skadades och avfördes som totalhavererad. 4 april 1928, totalförstördes en tredje Avro efter ett landningshaveri. De två kvarvarande flygplanen avfördes slutligen på grund av förslitning den 29 juni 1928.
Enligt Flygstyrelsens skrivelse nr T.277: ”Angående typbeteckning för flygplan”, daterad 31 maj 1928 vilken skulle gälla från 1 juli 1928 erhöll Avro typbeteckningen Sk 3.

## Civil användning
Efter kriget fanns ett stort antal begagnade Avro 504 på marknaden, många flygbolag köpte upp flygplan för att använda dem som transportflygplan, privatpersoner för ren nöjesflygning. Flygklubbar och flygskolor köpte ett stort antal som användes som klubb och skolflygplan. P.O. Flygkompani köpte två stycken 504K som användes som taxiflygplan och vid flyguppvisningar. Luleälvens Kraftverksbyggen köpte två flygplan som användes på en flyglinje mellan Porjus och Suorva.

## Varianter

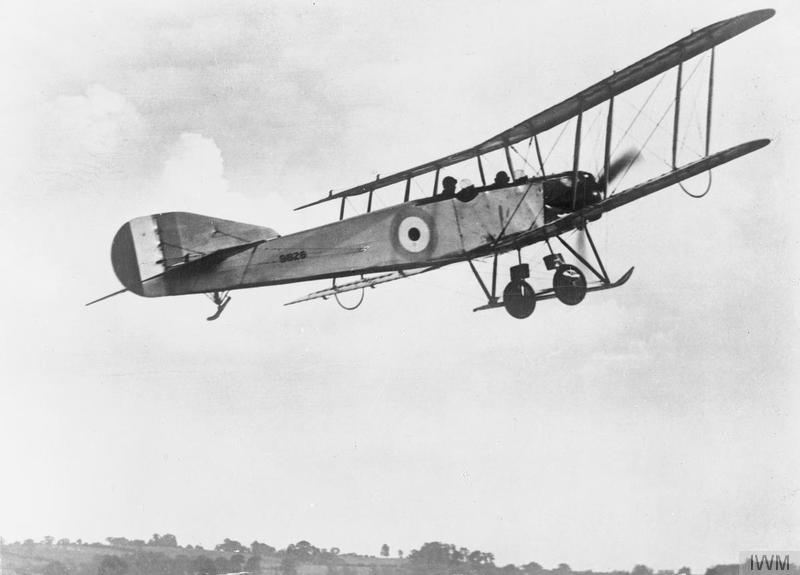
Avro 504B

- 504 - grundmodellen med en 80 hk Gnomemotor.
- 504A - modifierad med mindre skevroder.
- 504B - modifierad med större fena för Royal Naval Air Service (RNAS) utrustades med Gnome eller Le Rhône motorer.
- 504C - ensitsigt antizeppelin för RNAS utrustad med extra bränsletank på spanarens plats.
- 504D - ensitsigt antizeppelin för Royal Flying Corps. Sex exemplar tillverkades.
- 504E - försedd med en 100 hk Gnome-motor. 10 exemplar tillverkades.
- 504F - försedd med en 75 hk Rolls Royce Hawk-motor. Ett provexemplar tillverkades.
- 504G - försedd med en 80 hp Gnome-motor.
- 504H - utrustad och förstärkt för katapultstart, försedd med en 80 hp Gnome-motor.
- 504J - skolflygplan, försedd med en 100 hk Le Rhône-motor.
- 504K - tvåsitsigt skolflygplan som kunde förses med ett antal olika motorfabrikat. Den tillverkades på licens i Australien och köptes av Svenska marinens flygväsende och blev senare Sk 3.
- 504L - Ponton försedd variant, försedd med motor alternativen 150 hk Bentley BR1, 130 hk Clerget eller 110 hk Le Rhône
- 504M - var ett tresitsigt kabinflygplan försedd med en 100 hk Gnome-motor. Ett provexemplar tillverkades.
- 504N - skolflygplan för RAF, försedd med en 160 hp Armstrong Siddely Lynx-motor, 598 exemplar tillverkades ett köptes av Svenska Flygkompaniet men gavs ingen svensk typbeteckning.
- 504P - konstruktionsförlag till en modifiering av 504N, inga P varianter tillverkades
- 504Q - var ett tresitsigt kabinflygplan försedd med en Armstrong Siddely Lynxmotor. Ett flygplan tillverkades för Oxford Universitets arktiska expedition.
- 504R Gosport - uppgraderat skolflygplan tio exemplar såldes till Argentina som sedan licenstillverkade över 100 exemplar vid FNA, tre flygplan exporterades till Estland samt ett okänt antal till Peru
- 504S - tvåsitsigt skolflygplan licenstillverkat i Japan av Nakajima under namnet Yokosuka.
  - Yokosuka K1Y - tvåsitsigt skolflygplan licenstillverkat i Japan för japanska flottan.
  - Yokosuka K2Y1 -
  - Yokosuka K2Y2 -
- U-1 - Rysktillverkad kopia av 504K
- NU-1 - Rysktillverkad kopia av 504K modifierad som sjöflygplan